# Kpané
Kpané è un arrondissement del Benin situato nella città di Pèrèrè (dipartimento di Borgou) con 2.460 abitanti (dato 2006).